# Marcus Sasser
Marcus Jerome Sasser Jr.  (Dallas, Texas, 21 de septiembre de 2000) es un baloncestista estadounidense que pertenece a la plantilla de los Detroit Pistons de la NBA. Con 1,88 metros de estatura, juega en la posición de escolta. Es sobrino de los exjugadores profesionales Jeryl y Jason Sasser.

## Trayectoria deportiva

### Universidad
Jugó cuatro temporadas con los Cougars de la Universidad de Houston, en las que promedió 13,6 puntos, 2,7 rebotes, 2,4 asistencias y 1,3 robos de balón por partido. En su última temporada consiguió el Premio al mejor Baloncestista Masculino del Año de la American Athletic Conference, tras promediar 16,8 puntos, 3,1 sistencias y 2,8 rebotes por partido. Logró además el Premio Jerry West al mejor escolta de todo el país, y fue incluido en el primer equipo All-American consensuado. Al término de la temporada se declaró elegible para el Draft de la NBA.

#### Estadísticas
| Año     | Equipo  | PJ  | PT | MPP  | %TC  | %3P  | %TL  | RPP | APP | ROB | TPP | PPP  |
| ------- | ------- | --- | -- | ---- | ---- | ---- | ---- | --- | --- | --- | --- | ---- |
| 2019–20 | Houston | 30  | 17 | 23.8 | .363 | .352 | .758 | 2.4 | 1.7 | .6  | .1  | 8.1  |
| 2020–21 | Houston | 29  | 28 | 31.9 | .380 | .335 | .852 | 2.6 | 2.2 | 1.4 | .0  | 13.7 |
| 2021–22 | Houston | 12  | 12 | 32.0 | .437 | .437 | .744 | 2.8 | 2.6 | 2.2 | .1  | 17.7 |
| 2022–23 | Houston | 36  | 36 | 30.8 | .438 | .384 | .848 | 2.8 | 3.1 | 1.6 | .2  | 16.8 |
| Total   | Total   | 107 | 93 | 29.3 | .406 | .369 | .824 | 2.7 | 2.4 | 1.3 | .1  | 13.6 |

### Profesional
Fue elegido en la vigésima quinta posición del Draft de la NBA de 2023 por los Memphis Grizzlies, pero esa misma noche fueron traspasados sus derechos a los Detroit Pistons.

## Estadísticas de su carrera en la NBA

### Temporada regular
| Año     | Equipo  | PJ  | PT | MPP  | %TC  | %3P  | %TL  | RPP | APP | ROB | TPP | PPP |
| ------- | ------- | --- | -- | ---- | ---- | ---- | ---- | --- | --- | --- | --- | --- |
| 2023-24 | Detroit | 71  | 11 | 19.0 | .428 | .375 | .879 | 1.8 | 3.3 | .6  | .2  | 8.3 |
| 2024-25 | Detroit | 57  | 1  | 14.2 | .463 | .382 | .843 | 1.2 | 2.3 | .6  | .1  | 6.6 |
| Total   | Total   | 128 | 12 | 16.9 | .441 | .378 | .863 | 1.5 | 2.9 | .6  | .1  | 7.5 |